# جراد البحر الشائك باربرا
جراد البحر الشائك باربرا (الاسم العلمي: Palinurus barbarae)، نوع من جراد البحر الشائك الموصوف في عام 2006، والذي وجده صيادون كانوا يعملون فوق مياه والترز شولز، وهي سلسلة من الجبال المغمورة على بعد 700 كيلومتر (430 ميل) جنوب مدغشقر. ويزن جراد البحر الشائك باربرا 4 كيلوغرامات (8.8 رطل) ويصل طوله إلى 40 سم (16 بوصة) باستثناء زُبانِيات الطويلة.